# Elezioni generali nel Regno Unito del 1997
Le elezioni generali nel Regno Unito del 1997 si tennero il 1º maggio e videro la vittoria del Partito Laburista di Tony Blair, che divenne Primo Ministro.

## Risultati
| Liste  | Liste                          | Voti       | %    | Seggi |
| ------ | ------------------------------ | ---------- | ---- | ----- |
|        | Laburista                      | 13.518.167 | 43,2 | 418   |
|        | Conservatore                   | 9.600.943  | 30,7 | 165   |
|        | Liberal Democratici            | 5.242.947  | 16,8 | 46    |
|        | Referendum                     | 811.849    | 2,6  | -     |
|        | Nazionale Scozzese             | 621.550    | 2,0  | 6     |
|        | Unionista dell'Ulster          | 258.349    | 0,8  | 10    |
|        | Social Democratico e Laburista | 190.814    | 0,6  | 3     |
|        | Plaid Cymru                    | 161.030    | 0,5  | 4     |
|        | Sinn Féin                      | 126.921    | 0,4  | 2     |
|        | Unionista Democratico          | 107.348    | 0,3  | 2     |
|        | Indipendenza del Regno Unito   | 105.722    | 0,3  | -     |
|        | Verdi                          | 61.731     | 0,3  | -     |
|        | Altri                          | 478.913    | 1,5  | 3     |
| Totale | Totale                         | 31.286.284 | 100  | 659   |

Fonte: Election Resources